# ATC kód G
ATC kód G je oddílem Anatomicko-terapeuticko-chemické klasifikace léčiv.
G. Urogenitální systém a pohlavní hormony
- G01 - Gynekologika, antiinfektiva a antiseptika
- G02 - Jiná gynekologika
- G03 - Pohlavní hormony a léky ovlivňující genitální systém
- G04 - Urologika